# Kom, vad väntar du på
Kom, vad väntar du på från 1990 är ett musikalbum med den svenska sångerskan Ann-Kristin Hedmark. Fem av texterna är skrivna av Kerstin Thorvall.

## Låtlista
1. Dubbla budskap (Steve Porcaro/John Bettis/Torkel Rasmusson) – 4:04
2. När natt blir dag (Dave Stewart/Annie Lennox/Patrick Seymor/Torkel Rasmusson) – 3:56
3. Innan solen går i moln (Wayne Perkins/Ashley Graham/Ninne Olsson) – 5:00
4. Svart hud (Hans Granström/Kerstin Thorvall) – 4:09
5. Till slut (Hans Granström/Ninne Olsson) – 4:44
6. Efteråt (Claes Wang/Kerstin Thorvall) – 4:58
7. Kom, vad väntar du på (Salif Keïta/Kerstin Thorvall) – 4:10
8. Älskarinnans klagan (Hans Granström/Kerstin Thorvall) – 4:06
9. Underbart vilt och vilsamt (Youssor N'Dour/Kerstin Thorvall) – 6:08

## Medverkande
- Ann-Kristin Hedmark – sång
- Kebba Sonko Landing – congas
- Andreas Dahlbäck – trummor, slagverk
- Robert Kashamura – bas
- Anders Ekman – gitarr
- Kababa N'Komba – gitarr